# Schönebecker Straße 26

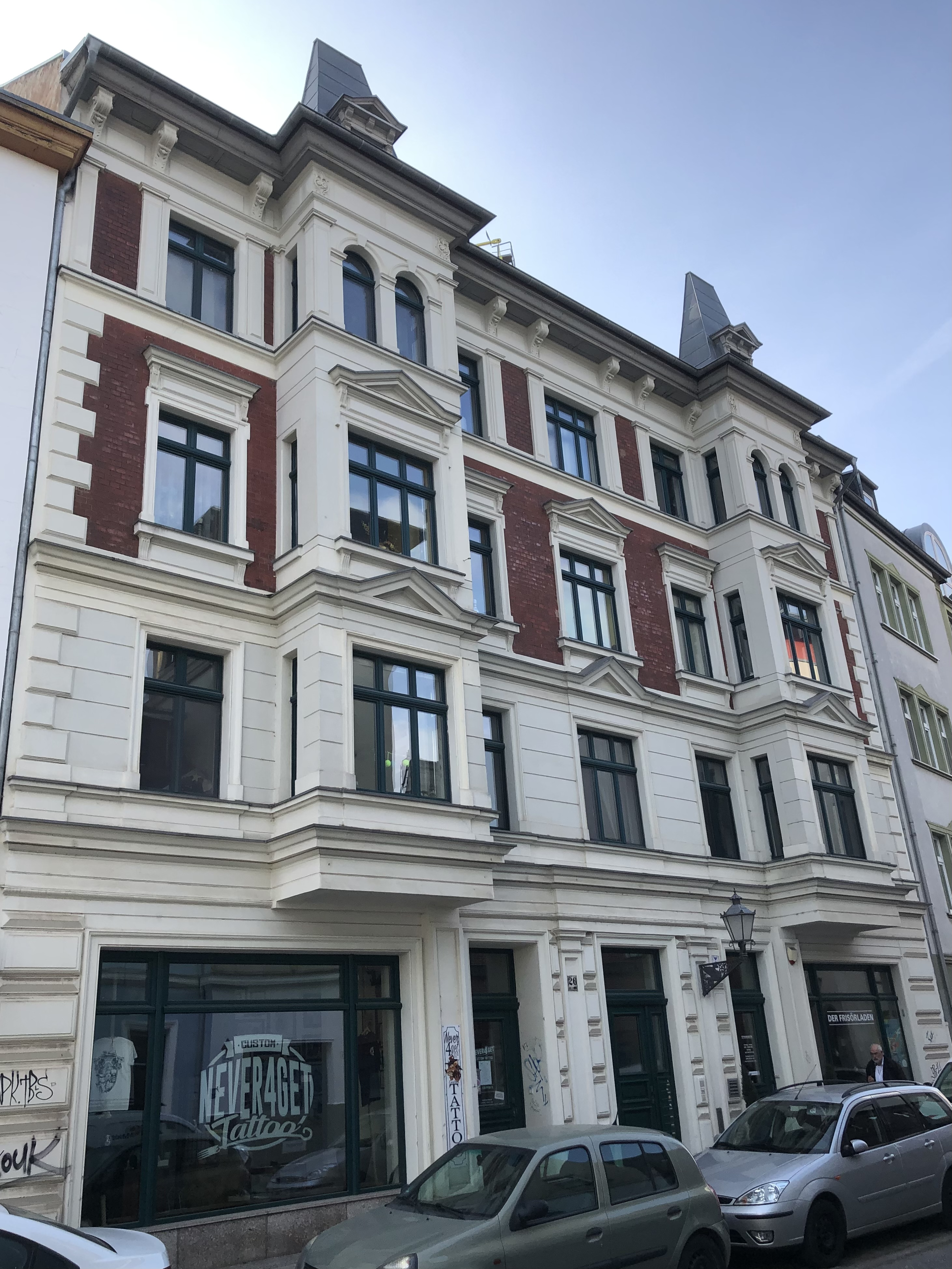
Schönebecker Straße 26 im Jahr 2022

Die Schönebecker Straße 26 ist ein denkmalgeschütztes Wohn- und Geschäftshaus in Magdeburg in Sachsen-Anhalt.

## Lage
Das Gebäude befindet sich auf der Westseite der Schönebecker Straße im Magdeburger Stadtteil Buckau.

## Architektur und Geschichte
Das heutige viergeschossige Gebäude entstand im Jahr 1888, wobei Teile eines Vorgängerbaus durch Erhöhung und Umbau einbezogen wurden. Der Entwurf stammte von Christian Andreas Schmidt, Bauherr war der Apotheker O. Grope. Die repräsentative Fassade des Ziegelgebäudes wurde im Stil der Neorenaissance gestaltet und ist zum Teil verputzt. Sie wird durch zwei Kastenerker geprägt, die vor den oberen Geschossen bestehen und von schmalen Turmhelmen bekrönt werden. An der Fassade des Erd- und ersten Obergeschosses besteht eine vertikale Gliederung durch Putzbänder.

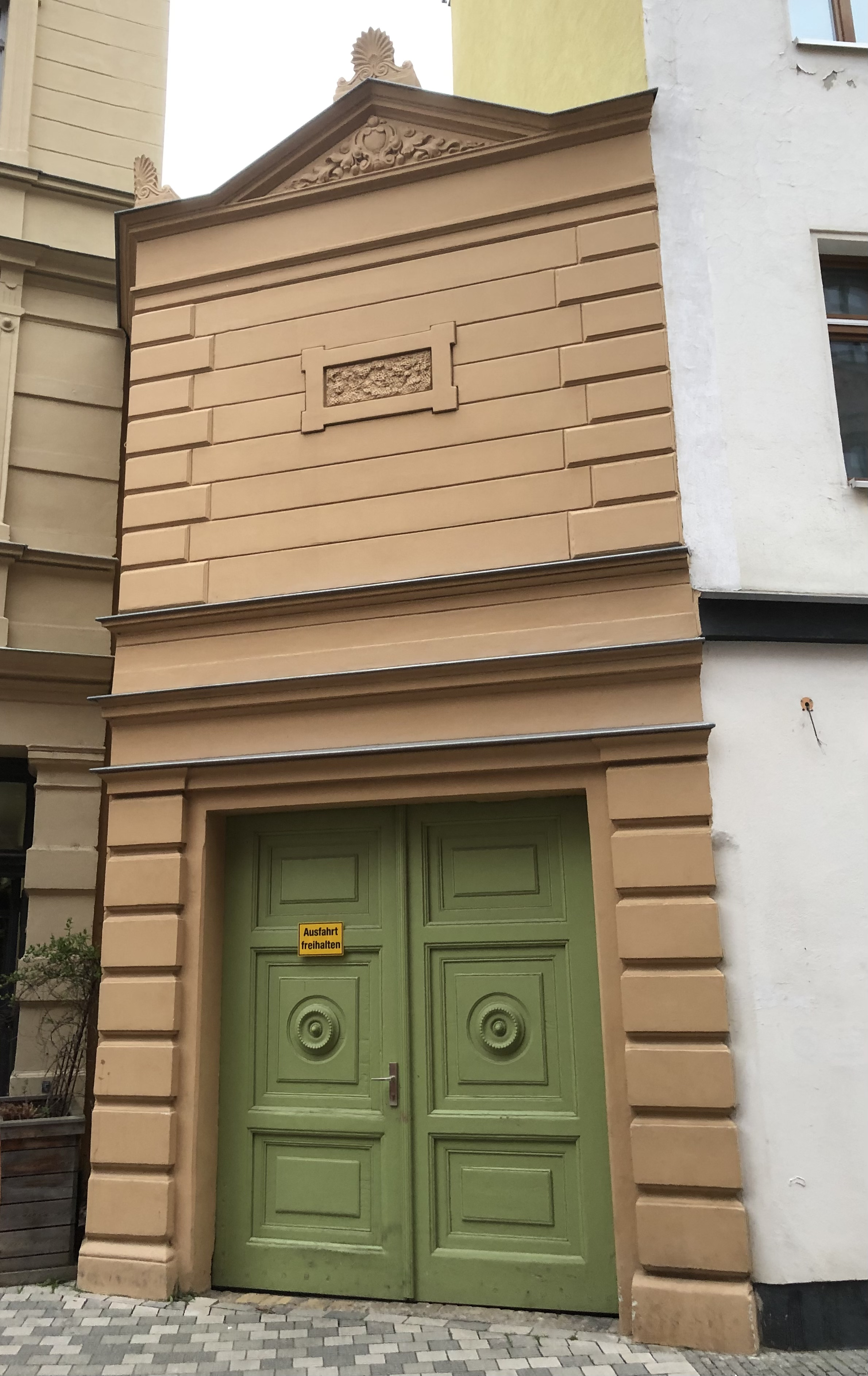
Toranlage in der Gaertnerstraße

Zum Grundstück gehört auch eine mit einem Doppeltor versehene Toreinfahrt, die zur etwas südlich gelegenen Gaertnerstraße hinausführt. Sie befindet sich dort zwischen dem Eckhaus Schönebecker Straße 27 und dem westlich hiervon gelegenen Haus Gaertnerstraße 1. Die Toranlage entstand ebenfalls 1888 nach einem Entwurf Christian Andreas Schmidts und wurde 1903 so erhöht, dass sich oberhalb des eigentlichen Tores eine Giebelwand erhebt, die von einem kleinen Dreiecksgiebel bekrönt wird. Die verputzte Anlage ist mit Putzbändern gegliedert und mit Akroterien verziert. Die Bauausführung oblag ebenfalls Schmidt.
Im örtlichen Denkmalverzeichnis ist das Wohn- und Geschäftshaus unter der Erfassungsnummer 094 17861 als Baudenkmal verzeichnet. Die Toranlage wurde zeitweise unter der Nummer 094 70482 als eigenes Baudenkmal geführt, ist jedoch zumindest seit 2022 nicht mehr im Denkmalinformationssystem enthalten.
Das Gebäude gilt als Teil der geschlossenen Bebauung des Buckauer Zentrums als städtebaulich bedeutend.